# Stanko Svitlica
Stanko Svitlica (szerbül: Cтaнкo Cвитлицa; Kupres, 1976. május 17. –) boszniai szerb labdarúgócsatár.